# زمین‌لرزه ۲۰۰۹ ساموآ
زمین‌لرزه ساموآ  در تاریخ ۲۹ سپتامبر ۲۰۰۹ میلادی، برابر با ‎۷ مهر ۱۳۸۸، ساعت ۱۷:۴۸:۱۱٫۰ به زمان یوتی‌سی در ساموآ ، منطقه ساموآ رخ داد.ژرفای این زلزله ۱۸٫۰ کیلومتر بود. بزرگی آن ۸٫۱ در مقیاس Mw بدست آمده‌است.
شمار کشتگان نزدیک به ۱۸۹ نفر گزارش شده‌است.
پروژهٔ جهانی تنسور گشتاور مرکزوار پارامتر زمان مرکزوار زمین‌لرزه را با اختلاف ۱۵٫۸ ثانیه نسبت به زمان رخداد اشاره شده در بالا و مختصات مرکزوار را در ۱۵°۰۸′جنوبی ۱۷۱°۵۸′غربی / ۱۵٫۱۳°جنوبی ۱۷۱٫۹۷°غربی محاسبه کرد و همچنین، ژرفا در ۱۲٫۰ کیلومتر ثابت شده‌است. در این محاسبات زاویه‌های (راستا، شیب، ریک) گسل سازندهٔ زمین‌لرزه و صفحه عمود بر آن برابر با (°۱۱۹، °۳۸، °-۱۳۱) یا (°۳۴۶، °۶۲، ° -۶۳) حاصل شده‌است.